# Melchizedek (Znaczko-Jaworski)
Melchizedek, nazwisko świeckie Michail Karpowicz Znaczko-Jaworski (ur. prawdopodobnie 1716 w Łubniach, zm. 2 czerwca?/14 czerwca 1809 w Głuchowie) – prawosławny mnich, działacz dyzunicki.

## Życiorys
Był synem esauła pułku łubieńskiego Karpa Iljicza zwanego Znaczkiem. Uczył się w Akademii Kijowskiej, której prawdopodobnie nie ukończył. W czasie pobytu w Kijowie, pod wpływem atmosfery akademii, nabrał głębokiego przywiązania do prawosławia (w duchu polemiki z innymi wyznaniami, przede wszystkim unią brzeską) i do Imperium Rosyjskiego. W 1738 przybył do Monasteru Motronińskiego, gdzie po siedmiu latach złożył wieczyste śluby zakonne z imieniem Melchizedek. W 1753 otrzymał godność igumena i został przełożonym wspólnoty.
W latach 1761–1771, na mocy decyzji biskupa perejasławsko-boryspolskiego Gerwazego (Lincewskiego), objął nadzór nad cerkwiami na Ukrainie Prawobrzeżnej. Na terenie tym prowadził działalność misyjną ukierunkowaną na ponowne przejmowanie przez Kościół prawosławny wiernych i duchownych, którzy przyjęli wcześniej postanowienia unii. W pracy tej Melchizedek (Znaczko-Jaworski) odnosił sukcesy. Działalność ihumena była wówczas przyjmowana z niepokojem przez ukraińską szlachtę polską. Również hierarchia unicka, faworyzowana przez rządy Rzeczypospolitej (osłabienie prawosławia miało zarazem osłabić wpływy rosyjskie), wobec efektów działalności misyjnej mnichów, zdecydowała się na interwencję. 28 lutego 1767 surogat korsuński ks. Bazyli Lubiński skierował do biskupa Gerwazego (Lincewskiego) list, w którym zarzucał Melchizedekowi i mnichom prawosławnym prowadzenie agitacji religijnej, nakłanianie duchowieństwa do porzucenia unii oraz wznoszenie nowych świątyń prawosławnych. W postępowaniu wyjaśniającym przeprowadzonym przez biskupa Gerwazego ihumen odrzucił powyższe zarzuty.
16 maja 1765 Melchizedek (Znaczko-Jaworski) otrzymał paszport umożliwiający mu wyjazd do Petersburga celem poszukiwania na dworze carskim poparcia dla Kościoła prawosławnego na Ukrainie Prawobrzeżnej, w tym dla własnego monasteru – 26 marca został poinformowany o planach przekazania go unitom. Następnie wrócił do klasztoru. Zdaniem Władysława Serczyka podczas swojego wyjazdu stał się jednym z twórców „systemu nacisku na Polskę w sprawie dysydenckiej”. Reskrypt Katarzyny II przesłany Nikołajowi Repninowi w sprawie wystąpienia przeciwko dyskryminacji prawosławnych był bowiem oparty na dokumentach przywiezionych do Rosji przez ihumena Melchizedeka.
17 stycznia 1766 ihumen udał się do Warszawy, gdzie wręczył Repninowi kolejne materiały na temat położenia prawosławnych na Ukrainie. Był również w kancelarii królewskiej, gdzie przedstawił przywileje wydane Monasterowi Motronińskiemu przez królów polskich oraz suplikę z wymienionymi 60 przykładami krzywd doznanych przez prawosławnych ze strony katolików obrządku łacińskiego i unickiego (29 przypadków dotyczyło zarządzanego przez niego monasteru). W rezultacie działań posła rosyjskiego oraz wspierających go prawosławnych duchownych król Stanisław August Poniatowski skierował 19 lutego memoriał do duchownych unickich, zaś 3 marca potwierdził przywileje Monasteru Motronińskiego. Melchizedek (Znaczko-Jaworski) wrócił wówczas do swojego klasztoru, gdzie dotarł w połowie kwietnia, po krótkim pobycie w areszcie na skutek zatrzymania przez unitów. Na miejscu kontynuował dotychczasową działalność. Był popularny wśród ruskiego chłopstwa. W swoim klasztorze zwołał zebranie duchowieństwa, być może również wiernych z czterech najbliższych włości i odebrał od nich przysięgę wierności prawosławiu.
Pragnąc naradzić się w kwestii dalszych działań, ihumen kilkakrotnie udawał się do Perejasławia, do biskupa Gerwazego. Po rozlokowaniu w Śmilańszczyźnie wojsk polskich wystosowano do nich trzy pisma wyrażające zdziwienie z powodu niezwracania uwagi na dyskryminację prawosławnych, czego inspiratorem był najpewniej Melchizedek.
3 sierpnia 1766 powracający do swojego klasztoru Melchizedek został zatrzymany przez unitów po przekroczeniu Dniepru. Przewieziony do Korsunia, był nakłaniany do przejścia na unię; spojony alkoholem opowiedział o wynikach swojej misji w Rosji i w Warszawie. Następnie był przetrzymywany, „poniżany na każdym kroku” w Gródku i w monasterze Trójcy Świętej w Dermaniu. Według jego własnych wspomnień zdołał zbiec dzięki kupcom rosyjskim, razem z którymi dotarł 11 listopada do monasteru Wniebowstąpienia Pańskiego w Perejasławiu.
Aresztowanie ihumena wywołało serię protestów i panikę wśród prawosławnych mnichów w Rzeczypospolitej. Naoczny świadek zatrzymania Melchizedeka, mnich Stefan (Greczka), protestował u regimentarza Ignacego Woronicza. Protestował również biskup Gerwazy (Lincewski). Po swojej ucieczce ihumen nie wrócił do Monasteru Motronińskiego. Pozostał w Perejasławiu i nawiązał kontakty z Kozakami zaporoskimi i dońskimi.
29 stycznia 1768 Melchizedek ponownie przyjechał do Warszawy z manifestem w sprawie sytuacji prawosławnych, inspirowanym przez biskupa mścisławskiego, mohylewskiego i orszańskiego Jerzego. Po dłuższych staraniach (nie uzyskał spodziewanego wsparcia Repnina i biskupa) uzyskał jego wpisanie do ksiąg grodzkich. Uzyskał również od unitów propozycję ugody, połączonej z wynagrodzeniem zarówno Monasterowi Motronińskiemu, jak i sobie doznanych z ich strony krzywd. Ofertę tę odrzucił.
W marcu tego samego roku duchowni uniccy oskarżyli go przed posłem rosyjskim o podżeganie do buntu ruskiego chłopstwa, czemu Melchizedek zaprzeczył. W ocenie poselstwa rosyjskiego przestał jednak, podobnie jak sam biskup Jerzy, być wiarygodny. Ihumen udał się wówczas do Kijowa przez Brześć Litewski. Następnie przebywał w Perejasławiu, gdzie kontynuował wcześniejszą działalność misyjną. W sierpniu 1768 do Kolegium Spraw Zagranicznych w Petersburgu wpłynął list Repnina, w którym Melchizedek został określony jako „oszust, człowiek nad wyraz niespokojny i zdolny do wszystkiego”. Uznano go także za agitatora religijnego wzywającego chłopów ruskich do zbrojnej walki, którego działalność przyczyniła się do późniejszych krwawych wydarzeń podczas koliszczyzny (m.in. rzeź humańska). Polski historyk Tadeusz Korzon wskazywał na Melchizedeka jako na osobę ponoszącą wyłączną odpowiedzialność za mordy w 1768 nazywając go ciemnym fanatykiem podjudzającym do waśni. Zwierzchnikowi Melchizedeka – biskupowi Gerwazemu (Lincewskiemu) – także przypisuje się czynienie prowokacji, za sprawą których wybuchł krwawy bunt chłopski w Rzeczypospolitej. W związku z powyższym ihumen został przeniesiony do eparchii kijowskiej, gdzie zamieszkał w jednym z monasterów. Uniemożliwiło mu to dalszą działalność w Rzeczypospolitej. W latach 1781–1786 przebywał w Mgarskim Monasterze Przemienienia Pańskiego koło Łubniów i został w nim podniesiony do godności archimandryty.